# Abraham Minero
Abraham Minero Fernández (ur. 22 lutego 1986 w Granollers) – hiszpański piłkarz występujący na pozycji obrońcy.